# リック・メイヨール
リック・メイヨール（Rik Mayall、1958年3月7日 - 2014年6月9日）はイギリスのコメディアン、俳優。

## 出演作品
- アガサ・クリスティー ミス・マープル4「なぜ、エヴァンズに頼まなかったのか?」（アレック・ニコルソン医師）
- マーニーと魔法の動物園
- チャーチルズ・ウォー
- アラスカ・ケビン 史上最大の犬ぞり大作戦
- コナン・ドイルの事件簿/暴かれた策略
- レジェンド・オブ・ソード/呪われた騎士団
- ケビン・ターベイ：グリーン・ドアの後ろの男
- サタデーライブ
- デンジャラス ブラザーズ プレゼンテーション: ワールド オブ デンジャー
- 若者たち (UK)
- 狼男アメリカン
- コミックストリップ (UK)
- 不潔でリッチでキャットフラップ
- 新しい政治家
- 下
- 恐ろしい話
- ＿する勇気がなくなる
- ゲストハウス狂騒曲（リチャード）
- フィービー・ケイツの 私の彼は問題児
- 大惨事世界大戦